# مونیک گاندرتون
مونیک گاندرتون (انگلیسی: Monique Ganderton؛ زادهٔ ۶ اوت ۱۹۸۰) یک هنرپیشه اهل کانادا است.
از فیلم‌ها یا برنامه‌های تلویزیونی که وی در آن نقش داشته است می‌توان به هانسل و گرتل: شکارچیان جادوگر، سلطان مبارزان، سرزمین فردا، افراط آمریکایی و جک‌پات! اشاره کرد.